# クリストファー・ランバート

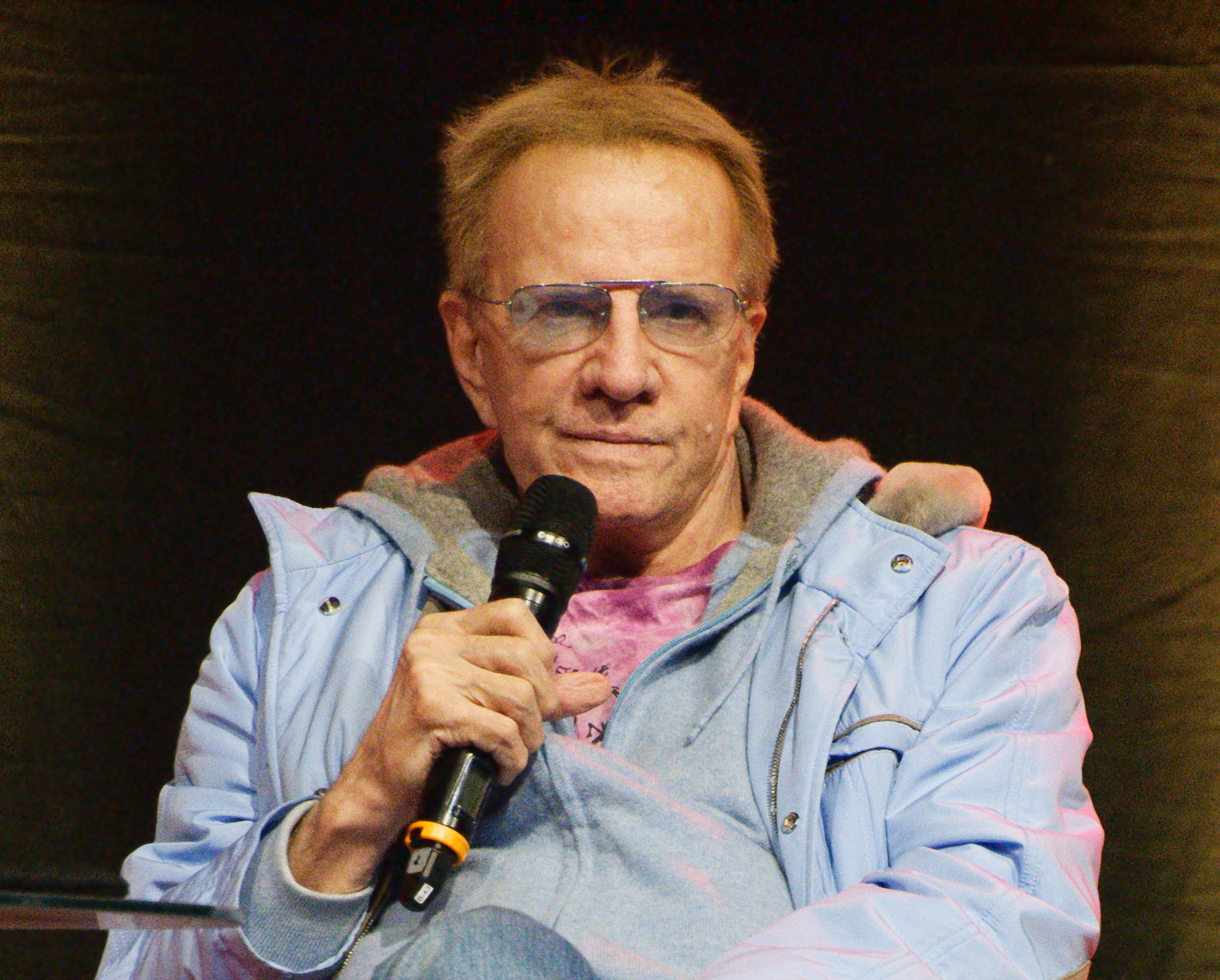
Christoper Lambert (2023)

クリストファー・ランバート（Christopher Lambert、1957年3月29日 - ）は、フランスの俳優。フランス語読みでクリストフ・ランベールと表記されることもある。

## 略歴
国連の外交官だった父親の勤務先だったアメリカ合衆国で生まれる。2歳の時に家族でスイスに移り、ジュネーヴの寄宿学校で教育を受ける。16歳でパリに移った後、父親に強いられてフランス軍に入隊する。
除隊後、ロンドン証券取引所に勤めるがすぐに退職、12歳の時の演劇体験からパリ国立高等音楽・舞踊学校に入学して演技を学ぶことになるが、3年で除籍になる。
その後、1980年ころから映画やテレビに端役で出演するようになり、いくつかの脇役を経て、ワーナー・ブラザース製作の1984年の映画『グレイストーク -類人猿の王者- ターザンの伝説』の主演に抜擢される。この作品で、野性味のあるルックスと目つきの悪さで強い印象を残す（実際には極度の近視によるものである）。
1985年に主演した映画『サブウェイ』で第11回セザール賞の最優秀男優賞を受賞する。

## 私生活
1988年に女優のダイアン・レインと結婚、1993年に娘エレノアが生まれるが、1994年に離婚する。1999年に女優の Jaimyse Haft と結婚するが、2006年に正式離婚する。2007年より女優のソフィー・マルソーと恋人関係にある。

## 日本語吹替
主に谷口節と大塚芳忠が担当している

## 主な出演作品
| 公開年    | 邦題 原題                                                                                      | 役名                                    | 備考 |
| --------- | ---------------------------------------------------------------------------------------------- | --------------------------------------- | --- |
| 1980      | シシリアン/ストーリー・オブ・ザ・マフィア Le bar du téléphone                                  | ポール                                  | 劇場未公開 |
| 1984      | グレイストーク -類人猿の王者- ターザンの伝説 Greystoke: The Legend of Tarzan, Lord of the Apes | ターザン/ジョン・クレイトン             | |
| 1984      | 残火 Paroles et musique                                                                        | ジェレミー                              | 劇場未公開 |
| 1985      | サブウェイ Subway                                                                              | フレッド                                | |
| 1986      | ハイランダー 悪魔の戦士 Highlander                                                             | コナー・マクラウド / ラッセル・ナッシュ | 映画の挿入歌であるクイーンの『プリンシス・オブ・ザ・ユニヴァース』のミュージック・ビデオにも同じコナー・マクラウド役で出演している。 |
| 1986      | アイ・ラブ・ユー I Love You                                                                    | ミシェル                                | |
| 1987      | シシリアン The Sicilian                                                                        | サルヴァトーレ・ジュリアーノ            | |
| 1988      | ダイアン・レイン/愛にふるえて Love Dream                                                       | モンロー                                | |
| 1988      | ワルシャワの悲劇 神父暗殺 To Kill a Priest                                                     | アレック神父                            | 劇場未公開 |
| 1990      | ホワイ・ミー? Why Me?                                                                          | ガス                                    | |
| 1990      | ハイランダー2 甦る戦士 Highlander II: The Quickening                                           | コナー・マクラウド                      | |
| 1992      | 美しき獲物 Knight Moves                                                                        | ピーター・サンダーソン                  | 兼製作 |
| 1992      | 危険な友情 マックス&ジェレミー Max & Jeremie                                                   | ジェレミー                              | |
| 1993      | フォートレス Fortress                                                                          | ジョン・ブレニック                      | |
| 1993      | ガンメン Gunmen                                                                                | ダニー・サヴィーゴ                      | |
| 1993      | ロードランナー Roadflower                                                                      | ジャック                                | 劇場未公開 |
| 1994      | ハイランダー3/超戦士大決戦 Highlander III: The Sorcerer                                        | コナー・マクラウド                      | |
| 1995      | モータル・コンバット Mortal Kombat                                                             | ライデン                                | |
| 1995      | フリーズ/地獄の相続人 North Star                                                               | ハドソン                                | 兼製作総指揮 |
| 1995      | ハンテッド The Hunted                                                                          | ポール・ラシーン                        | |
| 1996      | アドレナリン Adrenalin: Fear the Rush                                                          | レミュー                                | |
| 1996      | ニルヴァーナ Nirvana                                                                           | ジミー                                  | |
| 1996      | 2dogs/エルキュールとシャーロック Hercule et Sherlock                                           | ヴァンサン                              | |
| 1997      | アルレット Arlette                                                                             | フランク・マーティン                    | |
| 1997      | ワイルド・ガン Mean Guns                                                                       | ルー                                    | |
| 1998      | ベオウルフ Beowulf                                                                             | ベオウルフ                              | |
| 1999      | レザレクション Resurrection                                                                    | ジョン・プリュドム                      | 兼原案・製作 |
| 1999      | フォートレス2 Fortress 2                                                                       | ジョン・ブレニック                      | 劇場未公開 |
| 2000      | ハイランダー/最終戦士 Highlander: Endgame                                                      | コナー・マクラウド                      | |
| 2000      | グレート・ウォーリアーズ Vercingétorix: La légende du druide roi                               | ウェルキンゲトリクス                    | 劇場未公開 |
| 2001      | ネバー・セイ・ダイ The Point Men                                                               | トニー                                  | |
| 2002      | ザ・ターゲット The Piano Player                                                                | アレックス・レイニー                    | |
| 2002      | アブソロン Absolon                                                                             | ノーマン・スコット                      | 劇場未公開 |
| 2003      | 歌え! ジャニス★ジョプリンのように Janis et John                                                | レオン                                  | |
| 2006      | マスク・オブ・レジェンド Day of Wrath                                                          | ルイ                                    | 兼製作総指揮 |
| 2006      | サウスランド・テイルズ Southland Tales                                                         | ウォルター・マング                      | 劇場未公開 |
| 2006      | ソフィー・マルソーの過去から来た女 La Disparue de Deauville                                    | ジャック・ルナール                      | 劇場未公開 |
| 2009      | アサシンズ 暗殺者 Les Associes                                                                 | フィリップ・カミンスキー                | |
| 2009      | カルタヘナ ～陽だまりの絆～ L'homme De Chevet                                                  | レオ                                    | |
| 2012      | ゴーストライダー2 Ghost Rider: Spirit of Vengeance                                             | メソディウス                            | |
| 2012-2013 | NCIS:LA 〜極秘潜入捜査班 NCIS: Los Angeles                                                     |                                         | テレビシリーズ、6エピソード |
| 2013      | ブラッドショット: ヴァンパイア・エージェント Blood Shot                                        |                                         | 劇場未公開 |
| 2015      | アンナとアントワーヌ 愛の前奏曲 Un plus une                                                    | サミュエル                              | |
| 2016      | ヘイル、シーザー! Hail, Caesar!                                                                | アーン・セスラム                        | |
| 2018      | ヒトラーと戦った22日間 Sobibor                                                                 | カール・フレンツェル                    | |
| 2018      | キックボクサー ザ・リベンジ Kickboxer Retaliation                                              | トーマス・ムーア                        | |
| 2018      | ベル・カント とらわれのアリア Bel Canto                                                        | シモン                                  | |
| 2019      | THE BLACKLIST/ブラックリスト The Blacklist                                                     | バスチャン・モロー                      | テレビシリーズ、4エピソード |